# Episem
Das Episem ist ein Betonungszeichen im Gregorianischen Gesang, das als waagerechter oder senkrechter Strich unter oder über die entsprechende Neume beziehungsweise Gruppenneume gesetzt wird. Im Gegensatz zu Ikten, die auch als vertikale Episeme bezeichnet werden, handelt es sich bei den hier behandelten Episemen im engeren Sinne um horizontale Episeme, die für eine Verlängerung der Tonlänge und häufig für eine stärkere Betonung der Note stehen.
Bei Gruppenneumen ist darauf zu achten, an welcher Stelle die Episeme angebracht sind. In die Quadratnotation des Graduale Romanum sind die Episeme der ursprünglichen adiastematischen Handschriften beispielsweise nicht immer übertragen worden. Beim Graduale Triplex oder beim Graduale Novum sind die Episeme an den zusätzlich zur Quadratnotation angegebenen adiastematischen Handschriften ersichtlich.
Die genaue Länge einer mit einem Episem versehenen Neume oder Gruppenneume ist nicht festgeschrieben. In der Praxis werden die entsprechenden Töne etwa doppelt so lang ausgehalten, wie ohne Episem, es können sich kontextabhängig aber auch deutlich abweichende Dehnungsfaktoren ergeben. Hierbei steht die Textbedeutung und die Interpretation von Text und Melodie immer im Vordergrund.
Viele Neumen tauchen auch in episemierten Formen auf. In der folgenden Tabelle sind einige einfache Beispiele aufgeführt:
| Bezeichnung       | Episemierte Quadratnotation | Episemierte Notation St. Gallen / Einsiedeln |
| Einzeltonneumen   | Einzeltonneumen             | Einzeltonneumen                              |
| ----------------- | --------------------------- | -------------------------------------------- |
| Stropha           |                             |                                              |
| Uncinus           |                             |                                              |
| Virga             |                             |                                              |
| Doppeltonneumen   |                             |                                              |
| Clivis            |                             |                                              |
| Pes               |                             |                                              |
| Dreifachtonneumen |                             |                                              |
| Porrectus         |                             |                                              |
| Torculus          |                             |                                              |